# Tina Zajc
Tina Zajc Benda, slovenska geologinja in nekdanji model, * Ljubljana
Leta 2003 je kot 19-letna študentka osvojila naslov Miss Slovenije 2003. Ko je bila miss, je na modnih revijah dobivala precej višje honorarje od drugih. Do diplome je še delala kot model, potem se je posvetila družini in geologiji.
Leta 2010 je diplomirala na oddelku za geologijo Naravoslovnotehniške fakultete v Ljubljani.
Vodi OE Mineralne surovine in geokemija na Geološkem zavodu Slovenije. Objavlja članke, sodeluje na konferencah, v ekspertnih skupinah in odborih ter zagovarja krožno gospodarstvo in trajnostno rabo surovin.

## Zasebno
V Ljubljani je obiskovala osnovno in srednjo šolo, bila je edinka. Je poročena in ima dva otroka. Visoka je 174 centimetrov.